# Segunda División de Venezuela 2013-14
La Temporada 2013-14 del Fútbol profesional Venezolano de la Segunda División de Venezuela, conocida por motivos de patrocinio como Liga Movistar, se inició el 11 de agosto de 2013, con la participación de 20 equipos.
El Monagas SC regresó a la segunda división luego de estar 12 temporadas y media (en el 2001 jugó la segunda mitad del campeonato) en la primera división, mientras que el Portuguesa FC regresó luego de una temporada. Por el otro lado, el equipo filial del Deportivo Anzoátegui regresó luego de estar una temporada en la división de bronce, mientras que los equipos Unión Atlético Falcón y Estudiantes de Caroní hicieron su debut oficial en la categoría.
El Club Atlético Miranda jugará a partir de esta temporada con el nombre de Guatire Fútbol Club.

## Sistema de competición
El formato será el mismo usado en la temporada anterior; dividido en dos torneos. la Primera Fase 2013 es un clasificatorio, y la Segunda Fase 2014, se dividirá en dos: torneo de ascenso y torneo de promoción y permanencia.
La Primera Fase 2013, se disputará en un sistema de grupos (centro oriental, y centro occidental), con 10 integrantes cada uno. Cada grupo se desarrollará siguiendo un sistema de liga, los 10 equipos que integran cada grupo, se enfrentaran todos contra todos en dos ocasiones —una en campo propio y otra en campo contrario— sumando un total de 18 jornadas. El orden de los encuentros se decidió por sorteo antes de empezar la competición. Al final del torneo, clasificarán los 5 primeros de cada grupo al segundo torneo de la temporada (Torneo de Ascenso).
La Segunda Fase 2014, se disputará en el primer semestre de 2014, será un torneo de ámbito nacional, y los diez participantes disputarán la Serie de Ascenso en 18 jornadas para definir los dos clasificados a la máxima categoría, bajo el mismo sistema de liga. Paralelamente, se jugará la Serie de Promoción y Permanencia, con 24 equipos divididos en 3 grupos de 8 equipos, integrado por los restantes 10 equipos de la división, y 14 equipos provenientes del Torneo Clasificatorio de la Tercera División. Dicho torneo dará derecho a 10 equipos (los tres primeros de cada grupo más el mejor cuarto) a permanecer en la Segunda División para la temporada siguiente (2014-15). Los catorce equipos no clasificados se integrarán a la Tercera División 2014/15.

## Ascensos y descensos
Intercambios entre la Primera División y la Segunda División
| Pos | a la Primera División 2013-14 |
| --- | ----------------------------- |
| 1   | Tucanes de Amazonas           |
| 2   | Carabobo FC                   |

| Pos | de la Primera División 2012-13 |
| --- | ------------------------------ |
| 17  | Portuguesa FC                  |
| 18  | Monagas SC                     |

Intercambios entre la Segunda División y la Tercera División
| Pos | de la Tercera División 2012-13 |
| --- | ------------------------------ |
| -   | Unión Atlético Falcón          |
| -   | Estudiantes de Caroní          |
| -   | Deportivo Anzoátegui B         |

| Pos | a la Tercera División 2013-14 |
| --- | ----------------------------- |
| -   | Estrella Roja FC              |
| -   | Deportivo Táchira B           |
| -   | Monagas SC B                  |

## Equipos participantes

### Grupo Occidental
| Club                                                                       | Ciudad        | Entrenador        | Estadio                 | Aforo  | Equipación          | Patrocinador principal |
| -------------------------------------------------------------------------- | ------------- | ----------------- | ----------------------- | ------ | ------------------- | ---------------------- |
| Arroceros de Calabozo                                                      | Calabozo      | Rafael Castrillo  | Alfredo Simonprietri    | 2.500  | Kiukak              | Banco de Venezuela     |
| Archivo:600px 600px bisection vertical White HEX-0033CC.svg CD San Antonio | San Antonio   | Carlos Hernández  | Pedro Rafael Chávez     | 10.000 |                     | Praca                  |
| Lotería del Táchira FC                                                     | San Cristóbal | Darío Martínez    | Complejo Deportivo UCAT | 5.000  |                     | Kino Táchira           |
| SC Guaraní                                                                 | Valencia      | Antonio Steimbach | Misael Delgado          | 10.400 |                     | Castrol                |
| Policía de Lara FC                                                         | Barquisimeto  | Edgar Torrealba   | Farid Richa             | 12.480 |                     |                        |
| Portuguesa FC                                                              | Araure        | Francesco Stífano | José Antonio Páez       | 18.000 | Adidas              |                        |
| ULA FC                                                                     | Mérida        | Miguel Perdomo    | Guillermo Soto Rosa     | 16.500 | Academia Sport Wear | PDVSA                  |
| Unión Atlético Falcón                                                      | Punto Fijo    | Álex García       | Polideportivo Manaure   | 5.000  |                     | PDVSA                  |
| Ureña SC                                                                   | Ureña         | Ronaldi Contreras | Bicentenario de Ureña   | 4.500  |                     |                        |
| Zamora FC B                                                                | Barinas       | Julio Quintero    | Reinaldo Melo           | 5.000  | Uhlsport            | PDVSA                  |

### Grupo Oriental
| Club                                                                          | Ciudad         | Entrenador         | Estadio                 | Aforo  | Equipación   | Patrocinador principal          |
| ----------------------------------------------------------------------------- | -------------- | ------------------ | ----------------------- | ------ | ------------ | ------------------------------- |
| Angostura FC                                                                  | Maturín        | Gilberto Angelucci | Alexander Bottini       | 8.000  |              |                                 |
| Caracas FC B                                                                  | Caracas        | Rolando Bello      | Cocodrilos Sports Park  | 3.500  | Adidas       | Maltín Polar                    |
| Guatire FC                                                                    | Guatire        | John Giraldo       | Estadio Guido Blanco    | 2.500  | RS21         | Sin patrocinador                |
| Deportivo Anzoátegui B                                                        | Puerto La Cruz | Virgilio Gómez     | Salvador de la Plaza    | 2.500  |              | Gobernación de Anzoátegui       |
| Archivo:600px 600px bisection vertical White HEX-0033CC.svg Metropolitanos FC | Los Teques     | Rafael Santana     | Brígido Iriarte (1)     | 15.000 |              | Seguros La Vitalicia            |
| Estudiantes de Caroní                                                         | San Félix      | Jarol Emmons       | Polideportivo El Gallo  | 3.000  | Kiukak       |                                 |
| Mineros de Guayana B                                                          | Puerto Ordaz   | José Cicarelli     | Cancha Los Olivos       | 2.500  | Skyros Sport | Gobierno Bolivariano de Bolívar |
| Monagas SC                                                                    | Maturín        | Jesús Iglesias     | Monumental de Maturín   | 51.796 |              | Gobierno Bolivariano de Monagas |
| SC Real Anzoátegui                                                            | Puerto La Cruz | Endert Márquez     | José Antonio Anzoátegui | 40.000 |              |                                 |
| UCV FC                                                                        | Caracas        | César Moreno       | Olímpico de la UCV      | 23.000 |              |                                 |

(1) El Metropolitanos FC juega sus partidos en Caracas porque el Estadio Arnaldo Arocha no cumple con las condiciones mínimas, según las normas reguladoras de la FVF, para albergar encuentros en la Segunda División.

### Equipos por estado
| Estado            | N.º | Equipos                                           |
| ----------------- | --- | ------------------------------------------------- |
| Táchira           | 3   | Lotería del Táchira FC, CD San Antonio y Ureña SC |
| Distrito Capital  | 2   | Caracas B y UCV FC                                |
| Miranda           | 2   | Metropolitanos FC y Guatire FC                    |
| Estado Anzoátegui | 2   | Real Anzoátegui y Deportivo Anzoátegui B          |
| Bolívar           | 2   | Mineros de Guayana B y Estudiantes de Caroní FC   |
| Monagas           | 2   | Monagas SC y Angostura FC                         |
| Barinas           | 1   | Zamora FC B                                       |
| Carabobo          | 1   | SC Guaraní                                        |
| Falcón            | 1   | Unión Atlético Falcón                             |
| Guárico           | 1   | Arroceros de Calabozo                             |
| Lara              | 1   | Policía de Lara FC                                |
| Mérida            | 1   | ULA FC                                            |
| Portuguesa        | 1   | Portuguesa FC                                     |

## Clasificatorio 2013

### Grupo Centro-Occidental
|    | Equipo                 | JJ | JG | JE | JP | GF | GC | PTS | DG  |
| -- | ---------------------- | -- | -- | -- | -- | -- | -- | --- | --- |
| 01 | Unión Atlético Falcón  | 18 | 9  | 4  | 5  | 25 | 21 | 31  | +4  |
| 02 | Zamora FC B            | 18 | 8  | 6  | 4  | 22 | 14 | 30  | +8  |
| 03 | SC Guaraní             | 18 | 7  | 7  | 4  | 19 | 12 | 28  | +7  |
| 04 | Arroceros de Calabozo  | 18 | 8  | 3  | 7  | 21 | 22 | 27  | -1  |
| 05 | Portuguesa FC          | 18 | 7  | 5  | 6  | 31 | 24 | 26  | +7  |
| 06 | ULA FC                 | 18 | 8  | 1  | 9  | 29 | 31 | 25  | -2  |
| 07 | Lotería del Táchira FC | 18 | 6  | 5  | 7  | 18 | 23 | 23  | -5  |
| 08 | Ureña SC               | 18 | 6  | 4  | 8  | 20 | 20 | 22  | 0   |
| 09 | Policía de Lara FC     | 18 | 5  | 4  | 9  | 18 | 26 | 19  | -8  |
| 10 | CD San Antonio         | 18 | 5  | 3  | 10 | 17 | 27 | 15  | -10 |

|                       | ARR | DSA | SCG | LOT | POL | POR | ULA | UAF | URE | ZAM |
| Arroceros de Calabozo | X   | 2-0 | 0-3 | 3-3 | 2-1 | 1-0 | 2-1 | 0-1 | 0-1 | 0-0 |
| CD San Antonio        | 1-2 | X   | 2-3 | 1-0 | 2-0 | 1-0 | 2-1 | 0-1 | 3-2 | 1-1 |
| SC Guaraní            | 2-0 | 2-0 | X   | 0-0 | 0-0 | 0-0 | 1-3 | 2-0 | 1-0 | 1-2 |
| Lotería Del Táchira   | 0-1 | 2-2 | 0-0 | X   | 0-1 | 2-1 | 3-1 | 1-2 | 1-0 | 1-0 |
| Policía de Lara       | 1-1 | 3-0 | 0-1 | 0-1 | X   | 1-2 | 0-2 | 0-3 | 0-1 | 3-2 |
| Portuguesa FC         | 3-2 | 1-0 | 1-1 | 5-1 | 1-1 | X   | 4-1 | 2-3 | 3-1 | 1-1 |
| ULA FC                | 2-3 | 2-0 | 0-0 | 4-1 | 2-3 | 4-3 | X   | 4-2 | 1-0 | 0-3 |
| UA Falcón             | 2-1 | 2-1 | 1-1 | 0-1 | 1-2 | 2-1 | 0-1 | X   | 1-0 | 1-1 |
| Ureña SC              | 1-0 | 2-0 | 2-1 | 1-1 | 2-2 | 1-1 | 3-0 | 2-2 | X   | 1-2 |
| Zamora FC B           | 0-1 | 1-1 | 1-0 | 1-0 | 3-0 | 1-2 | 1-0 | 1-1 | 1-0 | X   |
|                       | ARR | DSA | SCG | LOT | POL | POR | ULA | UAF | URE | ZAM |

### Grupo Centro-Oriental
|    | Equipo                   | JJ | JG | JE | JP | GF | GC | PTS | DG  |
| -- | ------------------------ | -- | -- | -- | -- | -- | -- | --- | --- |
| 01 | Metropolitanos FC        | 18 | 9  | 5  | 4  | 29 | 16 | 32  | +13 |
| 02 | Guatire FC               | 18 | 7  | 7  | 4  | 23 | 15 | 28  | +8  |
| 03 | Mineros de Guayana B     | 18 | 7  | 6  | 5  | 34 | 29 | 27  | +5  |
| 04 | Angostura FC             | 18 | 7  | 6  | 5  | 19 | 14 | 27  | +5  |
| 05 | UCV FC                   | 18 | 7  | 6  | 5  | 27 | 30 | 27  | -3  |
| 06 | Monagas SC               | 18 | 7  | 4  | 7  | 28 | 20 | 25  | +8  |
| 07 | Caracas FC B             | 18 | 6  | 4  | 8  | 20 | 24 | 22  | -4  |
| 08 | Deportivo Anzoátegui B   | 18 | 5  | 5  | 8  | 21 | 23 | 20  | -3  |
| 09 | SC Real Anzoátegui       | 18 | 5  | 4  | 9  | 20 | 32 | 19  | -12 |
| 10 | Estudiantes de Caroní FC | 18 | 5  | 3  | 10 | 22 | 39 | 18  | -17 |

|                       | ANG | CAR | GUA | ANZ | MET | ECA | MIN | MON | RAZ | UCV |
| Angostura FC          | X   | 1-3 | 1-0 | 0-1 | 1-1 | 1-0 | 1-2 | 0-1 | 3-0 | 1-1 |
| Caracas FC B          | 2-1 | X   | 1-1 | 1-1 | 0-3 | 2-0 | 1-0 | 0-1 | 2-1 | 1-1 |
| Guatire FC            | 0-0 | 2-0 | X   | 3-1 | 0-0 | 0-0 | 2-1 | 2-1 | 3-0 | 1-1 |
| Dvo Anzoátegui B      | 1-2 | 1-2 | 2-0 | X   | 1-1 | 0-1 | 1-1 | 2-1 | 0-0 | 3-4 |
| Metropolitanos FC     | 0-1 | 2-0 | 1-1 | 1-0 | X   | 3-1 | 3-3 | 2-1 | 4-1 | 1-2 |
| Estudiantes de Caroní | 1-3 | 3-2 | 2-1 | 1-3 | 0-3 | X   | 2-2 | 1-4 | 1-1 | 3-0 |
| Mineros B             | 1-3 | 1-0 | 2-2 | 1-1 | 0-3 | 2-1 | X   | 2-1 | 5-3 | 1-2 |
| Monagas SC            | 0-0 | 2-1 | 0-1 | 2-0 | 2-0 | 8-2 | 0-0 | X   | 1-2 | 1-3 |
| Real Anzoátegui       | 0-0 | 2-1 | 1-0 | 0-3 | 1-2 | 1-2 | 1-5 | 0-0 | X   | 5-0 |
| UCV FC                | 0-0 | 1-1 | 1-3 | 2-0 | 2-0 | 2-0 | 2-5 | 2-2 | 1-2 | X   |
|                       | ANG | CAR | GUA | ANZ | MET | ECA | MIN | MON | RAZ | UCV |

Los resultados indicados en las tablas ubicada a la derecha están bajo el siguiente código de colores: azul corresponden a victoria del equipo local, rojo a victoria visitante, amarillo a empate, y verde a triunfo por incomparecencia.

### Goleadores
Con 12 goles
- Sergio Álvarez, Unión Atlético Falcón

Con 11 goles
- Rubén Rojas, Mineros de Guayana

Con 10 goles
- César Tahuil, UCV FC

Con 9 goles
- Alberto Cabello, Mineros de Guayana
- Víctor Rentería, Portuguesa FC

Con 7 goles
- Anderson Arias, Monagas SC
- Jonathan Parra, Portuguesa FC
- Diego Espinel, Ureña SC

Con 6 goles
- Juan Castellanos, Caracas FC
- Herly Cuicas, Angostura FC
- Nelson Suárez, Lotería del Táchira
- Manuel Huertas, Metropolitanos FC
- Kleudes García, Metropolitanos FC
- Wilton Almeida, Portuguesa FC

Con 5 goles
- Abizail Lugo, Real Anzoátegui
- Diego Silva, Deportivo Anzoátegui
- Francisco Rivero, Lotería del Táchira
- Keiner Pérez, Mineros de Guayana
- Renzo Zambrano, Monagas SC
- Over García, ULA FC
- Alexis Vargas, Ureña SC

Con 4 goles
- Juan Vallejo, UCV FC
- Jorge Ortiz, Portuguesa FC
- Andrés Pineda, UCV FC
- Jesús Rodríguez, Real Anzoátegui
- Johel Salazar, SC Guaraní

Con 3 goles
- 28 jugadores

Con 2 goles
- 46 jugadores

Con 1 gol
- 102 jugadores

Autogoles
- 8 jugadores

Actualizado hasta la jornada 18. 4 de marzo de 2013.

### Asistencias a los estadios
La tabla siguiente muestra la cantidad de espectadores que acumuló cada equipo en sus respectivos partidos.
| Pos. | Equipos                  | PJ | As.  | Prom. |
| ---- | ------------------------ | -- | ---- | ----- |
| 01   | Monagas SC               | 4  | 7769 | 1942  |
| 02   | Portuguesa FC            | 3  | 4183 | 1394  |
| 03   | Angostura FC             | 3  | 2165 | 721   |
| 04   | Unión Atlético Falcón    | 4  | 2120 | 530   |
| 05   | Universidad de los Andes | 4  | 2000 | 500   |
| 06   | Ureña SC                 | 4  | 1740 | 435   |
| 07   | Deportivo San Antonio    | 3  | 798  | 266   |
| 08   | Policía de Lara FC       | 3b | 760  | 253   |
| 09   | Universidad Central      | 2  | 505  | 252   |
| 10   | Estudiantes de Caroní    | 3a | 751  | 250   |
| 11   | Real Anzoátegui          | 4  | 962  | 240   |
| 12   | Guatire FC               | 2  | 417  | 208   |
| 13   | Deportivo Anzoátegui B   | 3  | 608  | 202   |
| 14   | Arroceros de Calabozo    | 3a | 543  | 181   |
| 15   | Lotería del Táchira      | 2b | 360  | 180   |
| 16   | SC Guaraní               | 3  | 530  | 176   |
| 17   | Metropolitanos FC        | 3  | 514  | 171   |
| 18   | Zamora FC B              | 3  | 431  | 143   |
| 19   | Caracas FC B             | 5  | 638  | 127   |
| 20   | Mineros de Guayana B     | 2b | 220  | 110   |

Actualizado hasta la jornada 7, del 25 de septiembre de 2013.
Notas
- Nota b: Un partido menos: Resultado sin datos.

## Serie de Promoción y Permanencia 2014
El Torneo de Categoría InterRegional, que otorgará diez puestos de promoción y/o permanencia a la Temporada 2014-15 de la Segunda División, comenzará el 25 de enero de 2014.
Antes de empezar el torneo, Victorianos FC fue descalificado del torneo debido a las incomparecencias de sus equipos en la Serie Interregional Sub-18 y Sub-20; el club Estrella Roja FC ocupará su lugar. También se destaca que el equipo Margarita FC disputará sus partidos como local en el Estadio José Antonio Anzoátegui, de Puerto La Cruz, mientras remodelan su sede habitual.

### Grupo Occidental
|   | Equipo                  | JJ | JG | JE | JP | GF | GC | PTS | DG  |
| - | ----------------------- | -- | -- | -- | -- | -- | -- | --- | --- |
| 1 | Ureña SC                | 14 | 8  | 1  | 5  | 23 | 23 | 25  | 0   |
| 2 | CD San Antonio          | 14 | 7  | 3  | 4  | 29 | 13 | 24  | +16 |
| 3 | Lotería del Táchira FC  | 14 | 7  | 2  | 5  | 25 | 14 | 23  | +11 |
| 4 | UA Zamora               | 13 | 6  | 2  | 5  | 19 | 21 | 20  | -2  |
| 5 | ULA FC                  | 14 | 5  | 3  | 6  | 20 | 24 | 18  | -4  |
| 6 | Deportivo JBL del Zulia | 13 | 3  | 6  | 4  | 15 | 21 | 15  | -6  |
| 7 | Deportivo Táchira B     | 14 | 3  | 5  | 6  | 17 | 24 | 14  | -7  |
| 8 | UD Lara                 | 14 | 3  | 4  | 7  | 14 | 22 | 13  | -8  |

|                                                                            | DSA | JBL | TAC | LOT | UAZ | UDL | ULA | URE |
| Archivo:600px 600px bisection vertical White HEX-0033CC.svg CD San Antonio | X   | 4-1 | 1-3 | 4-0 | 3-0 | 3-0 | 0-1 | 6-0 |
| Deportivo JBL del Zulia                                                    | 0-2 | X   | 1-0 | 3-2 | 2-2 | 0-0 | 2-0 | 2-2 |
| Deportivo Táchira B                                                        | 1-1 | 3-2 | X   | 1-4 | 1-2 | 0-0 | 2-1 | 0-4 |
| Lotería del Táchira FC                                                     | 0-0 | 1-1 | 1-0 | X   | 5-0 | 4-0 | 2-3 | 0-1 |
| UA Zamora                                                                  | 1-2 | SSP | 1-0 | 0-1 | X   | 4-2 | 2-1 | 3-0 |
| UD Lara                                                                    | 1-1 | 4-0 | 1-1 | 0-2 | 0-2 | X   | 0-1 | 2-0 |
| ULA FC                                                                     | 2-1 | 2-2 | 4-4 | 0-3 | 2-2 | 1-0 | X   | 0-1 |
| Ureña SC                                                                   | 3-1 | 1-0 |     | 1-0 | 2-0 | 3-4 | 3-2 | X   |

### Grupo Central
|   | Equipo                 | JJ | JG | JE | JP | GF | GC | PTS | DG  |
| - | ---------------------- | -- | -- | -- | -- | -- | -- | --- | --- |
| 1 | Policía de Lara        | 14 | 8  | 4  | 2  | 29 | 16 | 28  | +12 |
| 2 | Unión Lara SC (*)      | 14 | 7  | 2  | 5  | 29 | 18 | 23  | +11 |
| 3 | Atlético Socopó FC (*) | 14 | 7  | 2  | 5  | 33 | 23 | 23  | +10 |
| 4 | Carabobo FC B (*)      | 14 | 7  | 2  | 5  | 23 | 23 | 23  | 0   |
| 5 | SC Real Anzoátegui     | 14 | 7  | 1  | 6  | 27 | 28 | 22  | -1  |
| 6 | Caracas FC B           | 14 | 5  | 3  | 6  | 16 | 17 | 18  | -1  |
| 7 | Potros de Barinas      | 14 | 4  | 3  | 7  | 17 | 20 | 15  | -3  |
| 8 | CS Ítalo Valencia      | 14 | 2  | 1  | 11 | 16 | 44 | 07  | -28 |

|                    | SOC | CBO | CAR | CIV | POL | POT | RAZ | LAR |
| Atlético Socopó    | X   | 3-4 | 2-0 | 8-2 | 3-3 | 1-0 | 1-0 | 3-0 |
| Carabobo FC B      | 0-1 | X   | 3-0 | 2-1 | 1-1 | 2-0 | 0-3 | 2-1 |
| Caracas FC B       | 1-0 | 2-2 | X   | 4-0 | 2-2 | 0-0 | 3-1 | 0-1 |
| CS Ítalo Valencia  | 3-2 | 2-1 | 0-1 | X   | 1-2 | 2-2 | 1-2 | 0-2 |
| Policía de Lara    | 1-2 | 3-0 | 3-1 | 3-0 | X   | 1-0 | 3-0 | 1-1 |
| Potros de Barinas  | 2-1 | 1-2 | 1-0 | 5-1 | 2-0 | X   | 2-2 | 1-5 |
| SC Real Anzoátegui | 5-4 | 2-3 | 2-1 | 4-2 | 2-3 | 1-0 | X   | 3-2 |
| Unión Lara SC      | 2-2 | 3-1 | 0-1 | 6-1 | 1-2 | 2-1 | 3-0 | X   |

(*) Carabobo no pudo apelar al desempate establecido en el artículo 19, literal e, del Reglamento de competiciones, debido a que incurrió en un forfait, estipulado en el artículo 18 del mismo Reglamento, y en el artículo 83 de las Normas Reguladoras

### Grupo Oriental
|   | Equipo                 | JJ | JG | JE | JP | GF | GC | PTS | DG  |
| - | ---------------------- | -- | -- | -- | -- | -- | -- | --- | --- |
| 1 | Deportivo Anzoátegui B | 14 | 10 | 3  | 1  | 33 | 13 | 33  | +20 |
| 2 | Monagas SC             | 14 | 9  | 3  | 2  | 29 | 09 | 30  | +20 |
| 3 | Diamantes de Guayana   | 14 | 8  | 3  | 3  | 25 | 16 | 27  | +9  |
| 4 | Margarita FC           | 14 | 6  | 5  | 3  | 24 | 15 | 23  | +9  |
| 5 | Estudiantes de Caroní  | 14 | 4  | 3  | 7  | 18 | 22 | 15  | -4  |
| 6 | Atlético Sucre CF      | 14 | 4  | 1  | 8  | 14 | 27 | 13  | -13 |
| 7 | Deportivo Peñarol      | 14 | 3  | 0  | 11 | 13 | 29 | 09  | -16 |
| 8 | Estrella Roja FC       | 14 | 2  | 2  | 10 | 06 | 29 | 08  | -23 |

|                        | ASU | ANZ | DPE | DIA | ECA | ERO | MRG | MON |
| Atlético Sucre CF      | X   | 0-3 | 0-2 | 1-3 | 3-2 | 3-0 | 0-1 | 0-2 |
| Deportivo Anzoátegui B | 0-3 | X   | 3-1 | 3-0 | 6-3 | 5-0 | 3-0 | 2-1 |
| Deportivo Peñarol FC   | 2-3 | 1-2 | X   | 1-3 | 1-0 | 1-0 | 1-3 | 0-1 |
| Diamantes de Guayana   | 5-1 | 1-3 | 2-1 | X   | 1-1 | 3-0 | 1-1 | 2-1 |
| Estudiantes de Caroní  | 2-0 | 0-0 | 2-1 | 0-0 | X   | 0-1 | 2-1 | 1-2 |
| Estrella Roja FC       | 0-0 | 0-1 | 2-1 | 0-1 | 1-3 | X   | 1-1 | 0-3 |
| Margarita FC           | 5-0 | 1-1 | 1-0 | 1-2 | 3-2 | 5-1 | X   | 0-0 |
| Monagas SC             | 3-0 | 2-2 | 7-0 | 2-1 | 2-0 | 2-0 | 1-1 | X   |

|  | Permanecen para la Segunda División 2014/15 |
|  | Ascienden para la Segunda División 2014/15  |

## Serie de Ascenso 2014
El Torneo de Categoría Nacional, que otorgará dos puestos a la Primera División, comenzó el 18 de enero de 2014.

### Tabla de clasificación
|  | 01. | Portuguesa FC                                                                 | 18 | 11 | 5 | 2  | 24 | 09 | +11 | 38 | Sin cambios   |  |  |  |  |  |  |
|  | 02. | Archivo:600px 600px bisection vertical White HEX-0033CC.svg Metropolitanos FC | 18 | 10 | 4 | 4  | 36 | 14 | +22 | 34 | Sin cambios   |  |  |  |  |  |  |
|  | 03. | Zamora FC B                                                                   | 18 | 9  | 2 | 7  | 29 | 20 | +9  | 29 | Sin cambios   |  |  |  |  |  |  |
|  | 04. | Unión Atlético Falcón                                                         | 18 | 7  | 5 | 6  | 19 | 15 | +4  | 26 | Decrecimiento |  |  |  |  |  |  |
|  | 05. | SC Guaraní                                                                    | 18 | 7  | 4 | 7  | 27 | 19 | +8  | 25 | Crecimiento   |  |  |  |  |  |  |
|  | 06. | Arroceros de Calabozo                                                         | 18 | 6  | 7 | 5  | 16 | 16 | 0   | 25 | Crecimiento   |  |  |  |  |  |  |
|  | 07. | Guatire FC                                                                    | 18 | 5  | 7 | 6  | 19 | 18 | +1  | 22 | Decrecimiento |  |  |  |  |  |  |
|  | 08. | Angostura FC                                                                  | 18 | 5  | 6 | 7  | 19 | 28 | -9  | 21 | Decrecimiento |  |  |  |  |  |  |
|  | 09. | Mineros de Guayana B                                                          | 18 | 5  | 6 | 7  | 21 | 32 | -11 | 21 | Sin cambios   |  |  |  |  |  |  |
|  | 10. | UCV FC                                                                        | 18 | 1  | 2 | 15 | 13 | 52 | -39 | 05 | Sin cambios   |  |  |  |  |  |  |

PJ = Partidos Jugados; G = Partidos Ganados; E = Partidos Empatados; P = Partidos Perdidos; GF = Goles Anotados; GC = Goles Recibidos; Dif = Diferencia de goles; Pts = Puntos; M = Movimiento respecto a la jornada anterior
|  | Ascendidos a la Primera División 2014/15 |

| Campeón       |
| Portuguesa FC |

### Resultados
| Ascenso 2014          | ANG | ARR | SCG | GUA | MET | MIN | POR | UAF | UCV | ZAM |
| Angostura FC          | X   | 3-1 | 3-2 | 1-1 | 0-3 | 0-3 | 0-1 | 1-0 | 3-0 | 1-1 |
| Arroceros de Calabozo | 0-0 | X   | 2-1 | 2-0 | 0-3 | 1-1 | 1-1 | 1-0 | 3-0 | 2-0 |
| SC Guaraní            | 5-2 | 1-0 | X   | 0-0 | 3-2 | 2-2 | 0-1 | 4-2 | 5-0 | 2-0 |
| Guatire FC            | 1-1 | 1-1 | 0-0 | X   | 2-2 | 4-0 | 1-0 | 0-1 | 2-1 | 0-1 |
| Metropolitanos FC     | 4-0 | 2-0 | 0-0 | 2-1 | X   | 2-0 | 0-0 | 1-1 | 6-0 | 1-2 |
| Mineros de Guayana B  | 0-0 | 0-1 | 2-1 | 0-2 | 0-3 | X   | 3-3 | 2-2 | 2-1 | 3-2 |
| Portuguesa FC         | 1-0 | 0-0 | 1-0 | 2-1 | 2-1 | 3-0 | X   | 1-0 | 4-0 | 3-0 |
| Unión Atlético Falcón | 2-0 | 0-0 | 0-2 | 0-0 | 1-0 | 3-0 | 0-0 | X   | 2-1 | 1-0 |
| UCV FC                | 0-3 | 1-1 | 1-2 | 0-2 | 1-2 | 2-2 | 2-0 | 0-4 | X   | 0-1 |
| Zamora FC B           | 1-1 | 2-0 | 2-0 | 4-1 | 3-2 | 0-1 | 0-1 | 2-0 | 8-1 | X   |
|                       | ANG | ARR | SCG | GUA | MET | MIN | POR | UAF | UCV | ZAM |

### Goleadores
Con 7 goles
- Hermán Barreto, SC Guaraní

Con 6 goles
- Víctor Rentería, Portuguesa FC

Con 5 goles
- Jackson Muñoz, Guatire FC

Con 4 goles
- Manuel Huertas, Metropolitanos FC
- Sergio Golindano, Mineros de Guayana
- Joel Infante, Unión Atlético Falcón

Con 3 goles
- Andrés Quintero, Metropolitanos FC
- Leslín Orozco, Angostura FC
- Armando Castrillo, Arroceros de Calabozo
- Alexis Saavedra, Portuguesa FC
- Luis González, Portuguesa FC
- René Alarcón, Unión Atlético Falcón
- César González, Zamora FC

Con 2 goles
- 13 jugadores

Con 1 gol
- 40 jugadores

Actualizado hasta la jornada 11. 4 de abril de 2014.